# KOG
KOG는 2000년 5월 1일에 설립된 대한민국의 게임 개발사이다.
그랜드체이스(스팀, 넥슨에서 서비스), 엘소드(넥슨에서 서비스)를 개발하였으며, 파이터스클럽를 자체적으로, 그리고 NHN의 한게임에 채널링을 통해 서비스하고 있다.

## 현소속게임
- 투어레이싱
- 범퍼킹재퍼
- 와일드랠리
- 엘소드 - 넥슨
- 파이터스 클럽 - 자체, NHN
- 아이마 - 자체
- 커츠펠
- 그랜드체이스 - 스팀 (소프트웨어), 넥슨

## 현모바일소속게임
- 그랜드 체이스 for kakao
- 엘소드M 루나의그림자 서비스예정

## 전소속게임
- 그랜드 체이스 - 넷마블

(2015년 12월 31일 서비스종료)

## 전모바일게임
- 엘소드 슬래시

(2017년 10월 19일 서비스 종료)
- 그랜드체이스M

(2018년 8월 10일 서비스 종료)